# Haunted leg
Haunted leg es el 45.º episodio de la serie estadounidense de televisión Gilmore Girls.

## Resumen del episodio
Para el horror de Lorelai, Kirk le ofrece para salir en una cita, pero ella, tras pensar en esa posibilidad, le explica que lo conoce desde niño y lo aprecia mucho, aunque afirma que no sería buena idea que ambos salgan juntos. En Chilton, el cuerpo estudiantil presidido por Paris y Rory jura en el cargo, pero una de las alumnas, Francie, no está de acuerdo con la forma en que Paris maneja las cosas, e intenta un acercamiento hacia Rory, pero cuando ella se niega, Francie le advierte que es mejor que se una a ella. Jess y Rory se encuentran y hablan muy poco, solamente de sus relaciones amorosas. Y Emily no hace caso a las súplicas de Lorelai, cuando ella le pide que ya no siga con el tema de Christopher; sin embargo Emily se pone terca y lo llama para que vaya, así él aparece durante la noche del viernes e intenta hablar con Rory y con Lorelai. La primera no quiere hablar con su padre, y Lorelai le explica que ella no influye en Rory. Christopher quiere que ellos tres formen una familia, pero Lorelai le dice que si Sherry sigue embarazada y con planes de casarse no pueden tener nada más juntos.
- Datos: Q5892817